# Мостовой, Александр Владимирович (военный)
Алекса́ндр Влади́мирович Мостово́й (укр. Олександр Володимирович Мостовий; 1978) — украинский военный лётчик, полковник, участник российско-украинской войны командир 831-й бригады тактической авиации. Герой Украины (2022).   

## Биография
С 2014 года полковник Мостовой активно участвовал в авиационной поддержке действий сил АТО и ООС. В 2020 году был назначен исполняющим обязанности командира 831-й бригады тактической авиации, а с 2022 года официально возглавил это подразделение.
В ночь с 23 на 24 февраля 2022 года, в преддверии полномасштабного вторжения России в Украину, полковник Мостовой организовал эвакуацию всей авиационной техники и личного состава бригады на другие оперативные аэродромы, избежав тем самым возможных потерь от российских ударов.
В ходе боевых действий под городом Васильков он лично сбил российский военно-транспортный самолёт Ил-76 и два вертолёта Ми-24, предотвратив высадку российского десанта с вооружением.

## Награды
- Звание «Герой Украины» с удостоением ордена «Золотая Звезда» (28 февраля 2022) — за личное мужество и героизм, проявленные в защите государственного суверенитета и территориальной целостности Украины, верность военной присяге[5].